# Тыквач, Даниил Петрович
Даниил Петрович Тыквач (6 апреля 1910 — 17 августа 1992) — командир 206-го гвардейского лёгкого артиллерийского полка 3-й лёгкой артиллерийской бригады 1-й гвардейской ордена Ленина Глуховской Краснознамённой орденов Суворова, Кутузова и Богдана Хмельницкого артиллерийской дивизии прорыва 60-й армии Воронежского фронта, гвардии майор. Герой Советского Союза (17 октября 1943).

## Биография
Родился 6 апреля 1910 года в селе Коростовцы ныне Жмеринского района Винницкой области Украины. Украинец. Член ВКП(б)/КПСС с 1939 года. Окончил неполную среднюю школу и курсы горных мастеров. Трудился на шахте № 8 в городе Донецк, проработав около пяти лет. Был забойщиком, десятником, заведовал комсомольским участком.
В Красной Армии с 5 октября 1932 года. После серьёзного и сурового отбора, бывший шахтёр стал курсантом Объединённой военной школы имени ВЦИК, размещавшейся на территории Московского кремля, — кремлёвским курсантом.
В 1936 году, окончив обучение, молодой офицер Даниил Тыквач получил назначение в город Кривой Рог. С 1939 года он на военно-преподавательской работе — командир батарей Одесского артиллерийского училища, Одесских курсов усовершенствования командиров взводов запаса. Участник освободительного похода советских войск в Бессарабию 1940 года.
Начало Великой Отечественной войны Д. П. Тыквач встретил в должности начальника штаба артиллерийского дивизиона гаубично-артиллерийского полка 47-й танковой дивизии, расквартированной в нынешнем селе Кантемировка Белгород-Днестровского района Одесской области Украины.
С тяжёлыми оборонительными боями прошёл офицер-артиллерист через родные места — Жмеринку, Тульчин, Ладыжин, Гайсин, советским войскам в начальный период войны пришлось оставить города Умань, Гайворон, Первомайск, Никополь, Запорожье, Днепропетровск, Полтаву, Харьков.
В конце осени — начале зимы 1941 года, сформированный из оставшихся сил, 10-й гаубично-артиллерийский полк, в котором служил Даниил Тыквач, принимал участие в наступлении на Тим, Щигры, Обоянь. Потом были бои под Сталинградом в составе 62-й армии. Артиллерийский полк под командованием Д. П. Тыквача в Сталинградской битве уничтожил до трёхсот вражеских танков.
7 августа 1942 года на позиции полка двинулись около ста пятидесяти вражеских танков. В первый день боя было уничтожено пятьдесят восемь танков, а на следующий день ещё около трёх десятков. Командир 206-го гвардейского лёгкого артиллерийского полка гвардии майор Даниил Тыквач одним из первых в дивизии 9 октября 1943 года форсировал с вверенным ему полком реку Днепр в районе села Лютеж Вышгородского района Киевской области Украины. За два дня боёв на лютежском плацдарме полк гвардии майора Тыквача уничтожил восемнадцать танков, восемь орудий, девять миномётов, одиннадцать автомашин и большое количество живой силы противника, чем обеспечил удержание плацдарма.
Указом Президиума Верховного Совета СССР от 17 октября 1943 года за умелое командование артиллерийским полком, образцовое выполнение боевых заданий командования на фронте борьбы с немецко-фашистскими захватчиками и проявленные при этом мужество и героизм гвардии майору Тыквачу Даниилу Петровичу присвоено звание Героя Советского Союза с вручением ордена Ленина и медали «Золотая Звезда».
После форсирования Днепра и Десны воины-артиллеристы освобождали Житомир, дойдя с боями до Новгорад-Волынского. С мая 1944 года Тыквач Д. П. — командир тяжелого артиллерийского полка 152-миллиметровых орудий во главе которого участвовал в освобождении украинских городов Тернополя и Львова, участвовал в ожесточённых боях в Польше, Германии, Чехословакии.
На заключительном этапе войны, при освобождении столицы Чехословакии — города Праги, подполковник Тыквач Д. П. возглавлял 367-й гвардейский Краснознамённый Одерский орденов Суворова 3-й степени и Богдана Хмельницкого 2-й степени тяжёлый самоходный артиллерийский полк.
С 1947 года подполковник Тыквач Д. П., получивший за годы войны около 20 ранений, — в запасе, а затем в отставке. 
Жил в городе-герое Одессе. До ухода на заслуженный отдых работал в торговой сети. 
Скончался 17 августа 1992 года. Похоронен в Одессе на Таировском кладбище.
Награждён орденом Ленина, двумя орденами Отечественной войны 1-й степени, тремя орденами Красной Звезды, медалями, чехословацким Военным крестом Почёта.